# Тетрагерманид рубидия
Тетрагермани́д руби́дия — бинарное неорганическое соединение
рубидия и германия
с формулой RbGe4,
кристаллы.

## Получение
- Сплавление стехиометрических количеств чистых веществ в инертной атмосфере:

{\displaystyle {\mathsf {Rb+4Ge\ {\xrightarrow {1100^{o}C}}\ RbGe_{4}}}}

## Физические свойства
Тетрагерманид рубидия образует кристаллы
кубической сингонии,
пространственная группа P m3n,
параметры ячейки a = 0,650 нм, Z = 2
.
При повышенном давлении образуется фаза
кубической сингонии,
параметры ячейки a = 1,40 нм
.
Соединение конгруэнтно плавится при температуре 1100 °С
(по другим данным образуется по перитектической реакции при температуре 760 °С ).